# Pycnopogon fasciculatus
Pycnopogon fasciculatus är en tvåvingeart som först beskrevs av Friedrich Hermann Loew 1847.  Pycnopogon fasciculatus ingår i släktet Pycnopogon och familjen rovflugor. Inga underarter finns listade i Catalogue of Life.